# بخش ساوای مادوپور
بخش ساوای مادوپور (به انگلیسی: Sawai Madhopur district) یک منطقهٔ مسکونی در هند است که در Bharatpur division واقع شده‌است. بخش ساوای مادوپور ۱۰٬۵۲۷ کیلومتر مربع مساحت و ۱٬۳۳۵٬۵۵۱ نفر جمعیت دارد.